# Larisa Timchina
Larisa Timchina (* 7. Dezember 1966 in Dubăsari) ist eine ehemalige moldauische Biathletin.
Larisa Timchina lebt als Ingenieurin in Chișinău. Sie begann 1986 mit dem Biathlonsport und trat für den Zentralen Armeesportklub an. Bei den Sommerbiathlon-Weltmeisterschaften 1997 in Krakau gewann sie hinter Wolha Nasarawa und Irina Tananaiko die Bronzemedaille im Sprintrennen. Ein Jahr später wurde sie in Osrblie Vierte und verpasste damit gegen Adrianna Babik und Nina Lemesch knapp eine weitere Medaille. Ihre ersten und einzigen Weltcup-Rennen bestritt Timchina 1999. Bei drei Rennen wurde sie in Oberhof 75., in Ruhpolding 92. und in Antholz 63.

## Biathlon-Weltcup-Platzierungen
Die Tabelle zeigt alle Platzierungen (je nach Austragungsjahr einschließlich Olympische Spiele und Weltmeisterschaften).
- 1.–3. Platz: Anzahl der Podiumsplatzierungen
- Top 10: Anzahl der Platzierungen unter den ersten zehn (einschließlich Podium)
- Punkteränge: Anzahl der Platzierungen innerhalb der Punkteränge (einschließlich Podium und Top 10)
- Starts: Anzahl gelaufener Rennen in der jeweiligen Disziplin
- Staffel: inklusive Mixed- und Single-Mixed-Staffeln

| Platzierung         | Einzel | Sprint | Verfolgung | Massenstart | Staffel | Gesamt |
| ------------------- | ------ | ------ | ---------- | ----------- | ------- | ------ |
| 1. Platz            |        |        |            |             |         |        |
| 2. Platz            |        |        |            |             |         |        |
| 3. Platz            |        |        |            |             |         |        |
| Top 10              |        |        |            |             |         |        |
| Punkteränge         |        |        |            |             |         |        |
| Starts              |        | 2      |            |             |         | 2      |
| Stand: Karriereende |        |        |            |             |         |        |